# Левченко, Юрий Владимирович
Юрий Владимирович Левченко (укр. Юрій Володимирович Левченко; род. 1 октября 1984, Винница) — украинский политик. Депутат Верховной рады Украины VIII созыва (2014—2019), Киевского городского совета (2014) и Вишгородского районного совета (2010—2014). Являлся членом партии ВО «Свобода».

## Биография
Родился 1 октября 1984 года в Виннице. Отец — Владимир Левченко — капитан дальнего плавания, уроженец Винницы. Мать — Наталья Левченко, родом из Винницкой области. Когда отец получил должность в аппарате министерства морского флота СССР, семья переехала в Москву, а в 1987 году родители приобрели там квартиру. Юрий ходил в детский сад в Москве, где его мать работала воспитательницей. В 1992 году отец начинает работать на Кипре, куда перевозит семью. В 2000 году в возрасте 16 лет Юрий Левченко получил российский паспорт.
В 2002 году окончил английскую школу на Кипре. Поступил на экономический факультет Лондонской школы экономики и политических наук, которую окончил в 2005 году. Спустя два года окончил магистратуру по управлению в Университете Отто фон Герике в Магдебурге (2007).
После окончания учёбы вернулся на Украину, где с апреля 2008 года проживает в Киеве. 6 мая 2008 года вышел из российского гражданства. В 2008 году стал членом партии ВО «Свобода». С марта 2009 года являлся руководителем партийной кадровой службы в Киеве. С 2009 по 2010 год — руководил партийной ячейкой в Шевченковском районе Киева. В августе 2009 года стал руководителем партийного секретариата в Киеве. С марта 2010 года — руководитель аналитической службы партии. Являлся членом политического совета «Свободы» и советником главы партии Олега Тягнибока по экономическим вопросам.

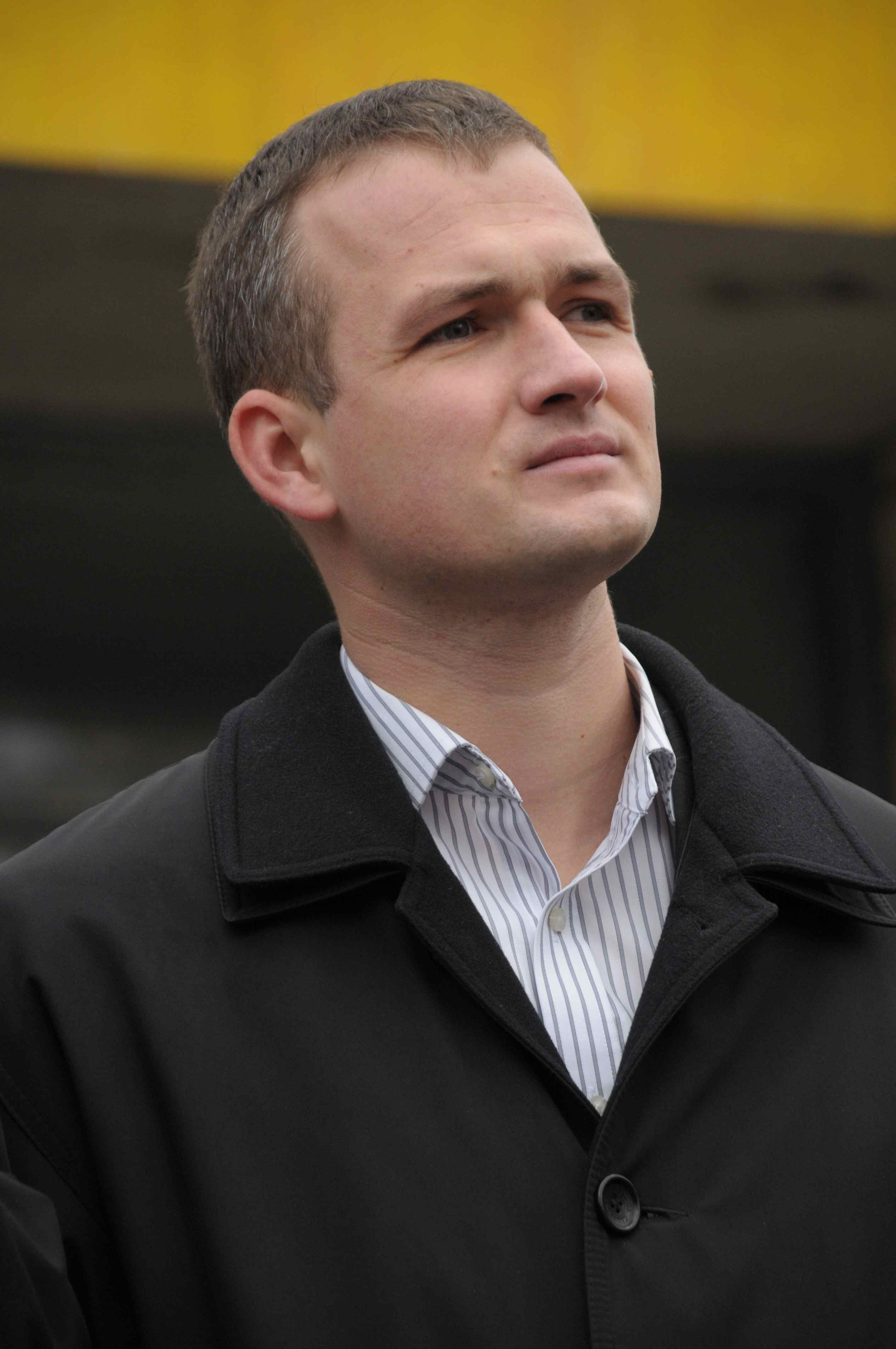
Левченко в 2012 году

В 2010 году стал депутатом Вышгородского районного совета, куда прошёл под № 1 в списке «Свободы». С 2012 по 2014 год на платной основе являлся помощником-консультантом народного депутата Украины Олега Тягнибока.
На парламентских выборах 2012 года Левченко зарегистрировался кандидатом в народные депутаты от «Свободы» по 223 округу (Шевченовский район Киева). Фаворитом на округе являлся бизнесмен и экс-глава района Виктор Пилипишин. 223 округ стал известен после того, как в течение нескольких дней после окончания процесса голосования ЦИК Украины не мог установить результат выборов. Левченко и другие представители «Свободы» обвинили Пилипишина в фальсификациях. 9 ноября 2012 года окружная избирательная комиссия признала победителем Пилипишина, который оторвался от Левченко на 442 голоса. Спустя три дня стало известно, что прокуратура возбудила уголовное дело по факту фальсификаций избирательных бюллетеней на 223 округе. ЦИК Украины в итоге признал, что на данном округе невозможно установить результат выборов и назначил повторное голосование.
Повторное голосование на 223 округе было назначено на 15 декабря 2013 года и совпало с началом Евромайдана. Левченко был выдвинут кандидатом от «Свободы» на 27-м партийном съезде, состоявшемся в октябре 2013 года. Тогда же он был избран вице-премьер-министром по вопросам экономики в «правительство национальной альтернативы». Правящая партия «Партия регионов» не зарегистрировала своего кандидата на выборах на 223 округе, что трактовалась как поддержка Пилипишина действующей властью. В итоге победителем на округе был объявлен Пилипишин, набравший 44,89 % голосов.
19 февраля 2014 года Левченко стал комендантом «Украинского дома».
В июле 2014 года был избран депутатом Киевского городского совета на 57 округе (Шевченовский район). Являлся секретарём регламентной комиссии.

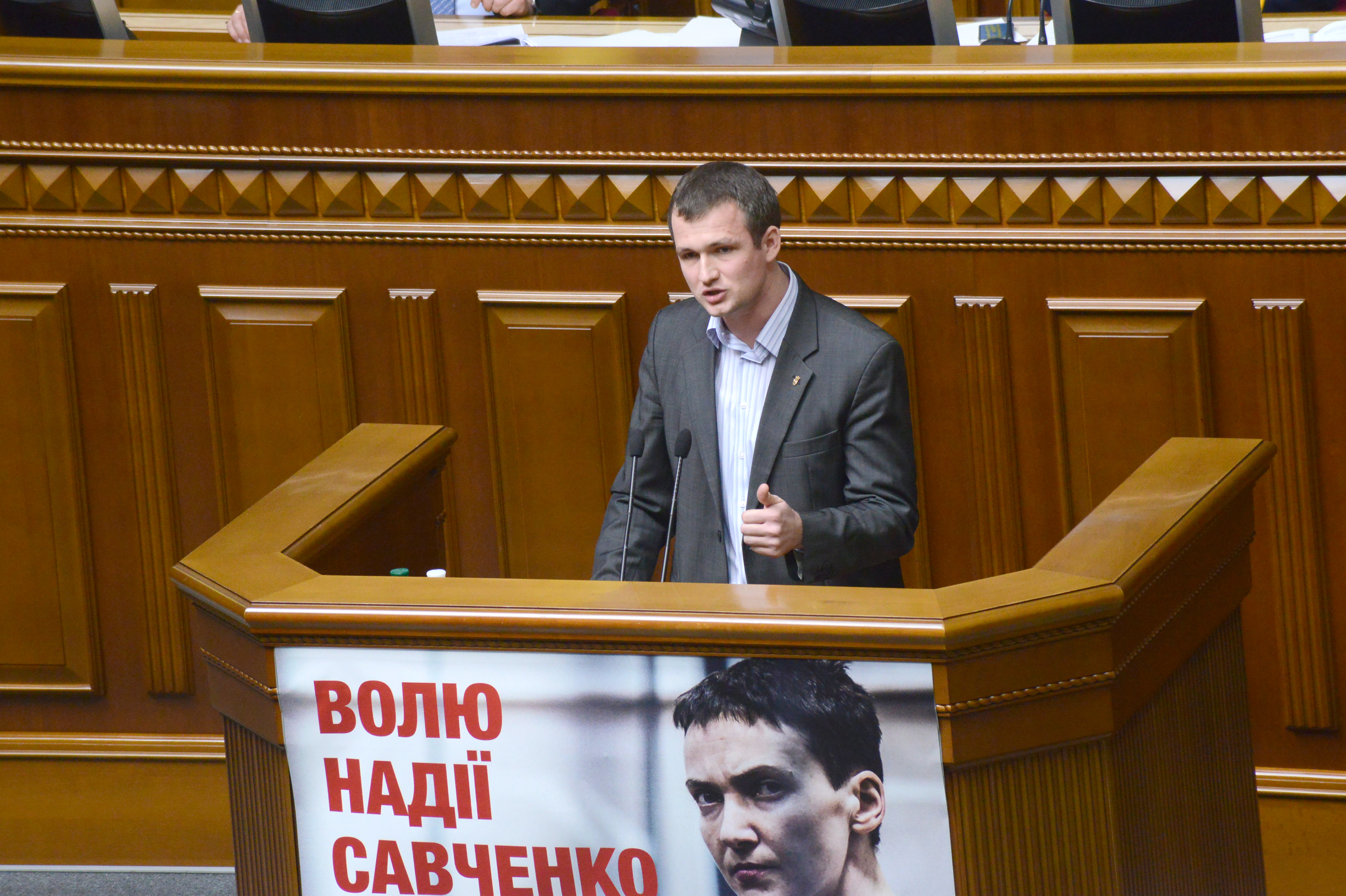
Левченко выступает в Верховной раде, 2015

На досрочных выборах 2014 года в парламент сумел избраться по 223 округу, набрав 37,24 % голосов избирателей. Его соперник Пилипишин в итоге признал победу Левченко. В парламенте стал председателем подкомитета по вопросам оценки законопроектов о влиянии на показатели бюджета и соответствия бюджетному законодательству.
6 октября 2017 года Левченко поджёг дымовую шашку возле трибуны Верховной рады с целью сорвать голосование за законопроект «О создании необходимых условий для мирного урегулирования ситуации в отдельных районах Донецкой и Луганской областей».
На парламентских выборах 2019 года вновь баллотировался в народные депутаты по 223 округу, но избран не был. 5 ноября 2019 года Левченко объявил об уходе из партии «Свобода», одновременно с ним членские билеты сложили депутаты Киевсовета Прохор Антоненко и Святослав Кутняк. Летом 2020 года создал и возглавил партию «Народовластие».

## Семья
Женат.